# David Tkáč
David Tkáč, né le 6 juillet 2002 en Tchéquie, est un footballeur tchèque qui évolue au poste de milieu central au Sigma Olomouc|.

## Biographie

### En club
Né en Tchéquie, David Tkáč est formé par le FC Zlín. C'est avec ce club qu'il joue son premier match en professionnel, le 15 mai 2021, lors d'une rencontre de championnat face au FC Baník Ostrava. Il entre en jeu à la place de Dominik Janošek et son équipe est battue par quatre buts à deux.
Tkáč inscrit son premier but en professionnel le 28 août 2021, lors d'une rencontre de championnat face au FC Slovan Liberec. Il entre en jeu à la place de Robert Hrubý et donne la victoire à son équipe en marquant le seul but de la partie.
Il s'impose comme un joueur régulier en équipe première mais en mars 2022 il est écarté des terrains pour de longs mois en raison d'une inflammation osseuse.
Le 4 juillet 2025, David Tkáč rejoint le Sigma Olomouc pour un contrat de quatre ans, soit jusqu'en juin 2029.

### En sélection
David Tkáč commence sa carrière internationale avec l'équipe de Tchéquie des moins de 16 ans, jouant deux matchs et marquant un but en 2018.
En août 2023, David Tkáč est convoqué pour la première fois avec l'équipe de Tchéquie espoirs par le sélectionneur Jan Suchopárek,. Il joue son premier match avec les espoirs lors de ce rassemblement, le 7 septembre 2023 contre la Slovaquie. Il entre en jeu à la place de Martin Vitík et participe à la victoire de son équipe en marquant également son premier but avec les espoirs (2-0 score final).